# Шинькович Андрій Васильович
Андрій Васильович Шинькович (нар. 2 березня 1976, Вінниця) — український політик та науковець.  Народний депутат України. Заступник голови Комітету Верховної Ради України з питань будівництва, містобудування і житлово-комунального господарства. Кандидат економічних наук, доцент кафедри публічного управління та адміністрування Державного торговельно-економічного університету.

## Освіта
Міжрегіональна академія управління персоналом:
-  бакалавр за спеціальністю «Економіка та управління персоналом» 2005 рік;  
- спеціаліст за спеціальністю  "Соціолог. Менеджер паблік рилейшнз"  2017 р.; 
- магістр психології, психологія державного управління, 2019 р. 
Вінницький національний аграрний університет
2017 - 2019 роки  - аспірантура Вінницького національного аграрного університету. 
Захистив науковий ступінь кандидата економічних наук 08.00.04: "Економіка та управління підприємствами", тема дисертації "Організаційно-інформаційне забезпечення антикризового управління агроформувань", 2020 р.

## Трудова діяльність
- листопада 1999 року по січень 2001 року — економіст-менеджер ЗАО «Агронафтасервіс»;
- з травня 2001 року по червень 2004 року — керівник прес-служби Вінницької обласної ради;
- з червня 2004 року по серпень 2005 року — начальник управління у справах преси та інформації Вінницької облдержадміністрації;
- з листопада 2005 року по травень 2006 року — помічник-консультант нардепа в Апараті Верховної ради України;
- з лютого 2007 року по квітень 2008 року — менеджер Корпорації «Укрмостобуд»;
- з квітня 2008 року по жовтень 2012 року — генеральний директор ТОВ "Редакція газети «Україна і світ сьогодні»;
- з жовтня 2012 року по листопад 2014 року — заступник голови ТОВ «Епіцентр К»;
- з листопада 2014 року по серпень 2019 року — народний депутат України (Верховна Рада України);
- з вересня 2019 по 2022 рік  - ФОП (сфери бізнесу - бьюті, детейлинг, онлайн освіта);
- з червня 2021 року по лютий 2023 року  - проректор з науково-педагогічної діяльності, перспективного розвитку та гуманітарної політики Вінницького національного аграрного університету.;
- з лютого 2023 року по теперішній час  - доцент кафедри публічного управління та адміністрування Державного торговельно-економічного університету (м. Київ)

## Парламентська діяльність
З листопада 2014 року — народний депутат України. Обраний за виборчому округу № 189 (Хмельницька область), безпартійний.
Член 6 груп з міжпарламентських зв'язків з Латвією, Італією, Азербайджаном, США, Іспанією, ФРН. 
30 березня 2017 — керівник депутатської групи з міжпарламентських зв'язків з Македонією.
25 квітня — очолив делегацію для зустрічі в Києві з послом Македонії в Україні Столе Змейкоскі.
За час роботи у ВРУ відвідав 99 % пленарних засідань. За результатами моніторингу Громадського руху «Чесно», 2016 року увійшов до списку парламентарів, які не пропустили жодного пленарного засідання. 
За 2,5 роки роботи у парламенті став автором чи співавтором більше 100 законопроєктів, з яких 32 стали чинними актами[джерело?].
В 2017 році зайняв перше місце по прийнятих Верховною Радою України законах по авторству. https://www.5.ua/amp/suspilstvo/u-kvu-nazvaly-piatirku-naiproduktyvnishykh-narodnykh-deputativ-u-2017-rotsi-163068.html

## Особисте життя
Мати - Шинькович Ніна Олексіївна
Батько - Шинькович Василь Григорович

## Наукові праці
O., Korohod, Olena, V., Honcharuk, Vladyslav, A., Shynkovych, Andrii, I., Kravchuk, Iryna, O., Zavadska, Olena  (2025) Current Dynamics and Obstacles Facing Small and Medium-Sized Businesses in Ukraine Amidst the War. Journal of Information Systems Engineering and Management. DOI: https://doi.org/10.52783/jisem.v10i9s.1132 URL: https://jisem-journal.com/index.php/journal/article/view/1132 (SCOPUS)
Гончарук, В., Шинькович, А., & Ткаченко, С. (2025). ВПЛИВ АНТИКОРУПЦІЙНИХ РЕФОРМ НА ПУБЛІЧНЕ УПРАВЛІННЯ В УКРАЇНІ. Публічне управління і політика, (1 (5)), 1-10. DOI: https://doi.org/10.70651/3041-2498/2025.1.01
Худо, В. В., Шинькович, А. В., & Башлай, С. В. (2025). Вплив інноваційних технологій на підвищення ефективності аграрного менеджменту в умовах сталого розвитку. Актуальні питання економічних наук, (8). DOI: https://doi.org/10.5281/zenodo.14801805
Шинькович, А. В., Васильєва, Н. Б., & Романенко, О. В. (2024). Інноваційне управління підприємствами в умовах цифрової трансформації: виклики та стратегії. Здобутки економіки: перспективи та інновації, (13). DOI: https://doi.org/10.5281/zenodo.14648256
ШИНЬКОВИЧ А. В. (2024). Геополітичний фактор у визначенні поняття продовольчої безпеки. Матеріали ІІ Міжнародної науково-практичної конференції «Сучасний стан та основні пріоритети розвитку економіки». 14.04.2024 Одеса С. 50-55. URL: https://researcheurope.org/product/book-49
ШИНЬКОВИЧ А.В. (2024). Глобальні цілі сталого розвитку як драйвери продовольчої безпеки України і світу. Збірка тез за результатами круглого столу «Сталий розвиток в Україні: врахування ризиків та шляхів відновлення». Вінниця. 2024. С.  16 - 22. URL: http://www.vtei.com.ua/doc/2024/dok/t1.pdf
ШИНЬКОВИЧ A. (2023). Розвиток сільських територій як основа продовольчої безпеки України. Scientia fructuosa, 152(6), 18–30. https://doi.org/10.31617/1.2023(152)02 https://journals.knute.edu.ua/scientia-fructuosa/article/view/1964

## Статті
- Нові обличчя Верховної Ради: Андрій Шинькович [Архівовано 29 листопада 2014 у Wayback Machine.]
- http://vsim.ua/infographics/scho-zrobila-visimka-nardepiv-z-hmelnichchini-za-15-roki-v-radi-10494842.html [Архівовано 5 травня 2016 у Wayback Machine.]